# Pristava, Vojnik
Pristava je naselje v Občini Vojnik.